# Jinotega
Jinotega, Nicaragua là một khu tự quản thuộc tỉnh Jinotega, Nicaragua. Khu tự quản Jinotega có diện tích 880 ki lô mét vuông. Đến thời điểm năm 2005, huyện Jinotega có dân số 99382 người.